# Uroptychus setosidigitalis
Uroptychus setosidigitalis is een tienpotigensoort uit de familie van de Chirostylidae. De wetenschappelijke naam van de soort is voor het eerst geldig gepubliceerd in 1977 door Baba.